# Styled to Rock (émission de télévision)
 (août 2015).
Si vous disposez d'ouvrages ou d'articles de référence ou si vous connaissez des sites web de qualité traitant du thème abordé ici, merci de compléter l'article en donnant les références utiles à sa vérifiabilité et en les liant à la section « Notes et références ».
Styled to Rock, ou Rock la mode au Québec, est une émission de téléréalité américaine de mode en dix épisodes de 42 minutes animée par la chanteuse Rihanna et diffusée entre le 25 octobre et le 27 décembre 2013 sur Bravo.
En France, l'émission sera diffusée sur MCM et Daria Levannier sera la voix off française, et au Québec à partir du 16 juin 2015 à MusiquePlus.

## Synopsis
Le but de l'émission est d'avoir une place dans l'équipe de Rihanna.

## Candidats
| Nom                    | Âge | Origine                         | Lieu de résidence           | Résultat |
| ---------------------- | --- | ------------------------------- | --------------------------- | -------- |
| Keenan Zeno            | 27  | La Nouvelle-Orléans (Louisiane) | Atlanta (Géorgie)           | 14e      |
| Adriana Diaz           | 22  | Fontana (Californie)            | Riverside (Californie)      | 13e      |
| Jordan Crowson         | 32  | Conway (Arkansas)               | Conway (Arkansas)           | 12e      |
| Ebony White            | 36  | Hot Springs (Arkansas)          | New York (New York)         | 11e      |
| Kristie Metcalf        | 33  | Salt Lake City (Utah)           | Seattle (Washington)        | 10e      |
| Laura Thapthimkuna     | 28  | Panton (Vermont)                | Chicago (Illinois)          | 9e       |
| Cecilia Aragon         | 30  | San Francisco (Californie)      | San Francisco (Californie)  | 8e       |
| Andre Soriano          | 42  | San Diego (Californie)          | San Diego (Californie)      | 7e       |
| Adam Christoffel       | 30  | Minneapolis (Minnesota)         | Brooklyn (New York)         | 6e       |
| Dexter Simmons         | 29  | Oakland (Californie)            | Oakland (Californie)        | 5e       |
| Ahni Radvanyi          | 27  | Xenia (Ohio)                    | Venice (Los Angeles)        | 4e       |
| Autumn Kietponglert    | 33  | Ocean City (New Jersey)         | Philadelphie (Pennsylvanie) | 3e       |
| Laura Petrielli-Pulice | 35  | Park Ridge (Illinois)           | Chicago (Illinois)          | 2e       |
| Sergio Hudson          | 29  | Ridgeway (Caroline du Sud)      | Ridgeway (Caroline du Sud)  | 1er      |